# الن هانت
اَلن هانت (انگلیسی: Allan Hunt؛ زادهٔ ۱۲ فوریه ۱۹۴۵) بازیگر اهل ایالات متحده آمریکا است.
از فیلم‌ها یا مجموعه‌های تلویزیونی که وی در آن‌ها نقش داشته است می‌توان به سفر به قعر دریا اشاره نمود.